# Кадейан (округ Ош)
Кадейа́н (фр. Cadeillan) — коммуна во Франции, находится в регионе Юг — Пиренеи. Департамент — Жер. Входит в состав кантона Ломбес. Округ коммуны — Ош.
Код INSEE коммуны — 32069.

## География
Коммуна расположена приблизительно в 615 км к югу от Парижа, в 55 км юго-западнее Тулузы, в 33 км к юго-восточнее от Оша.
По территории коммуны протекают реки Жес и Сав.

## Климат
Климат умеренно-океанический. Лето жаркое и немного дождливое, температура часто превышает 35 °С. Зимой часто бывает отрицательная температура и ночные заморозки. Годовое количество осадков — 700—900 мм.

## Население
Население коммуны на 2010 год составляло 73 человека.
| 1962 | 1968 | 1975 | 1982 | 1990 | 1999 | 2010 |
| ---- | ---- | ---- | ---- | ---- | ---- | ---- |
| 92   | 69   | 46   | 48   | 48   | 72   | 73   |

## Администрация
| Период | Период | Фамилия       | Партия        | Примечания |
| ------ | ------ | ------------- | ------------- | ---------- |
| 2001   | 2014   | Бернар Браэм  | Разные правые |            |
| 2014   | 2020   | Натали Кресан |               |            |

## Экономика
В 2010 году среди 36 человек трудоспособного возраста (15-64 лет) 24 были экономически активными, 12 — неактивными (показатель активности — 66,7 %, в 1999 году было 65,0 %). Из 24 активных жителей работали 24 человека (13 мужчин и 11 женщин), безработных не было. Среди 12 неактивных 3 человека были учениками или студентами, 4 — пенсионерами, 5 были неактивными по другим причинам.